# 毛狀小菇
毛狀小菇，分布於台灣、歐洲、北非、北美地區，屬口蘑科，通常為鐘型白色。另外，該種菌類也是上述地區偶見木棲腐生的小型菇類，生長於該地區春夏季的低海拔林區，數天生，肉質稍脆，不建議食用。